# Территория, подчинённая Севастопольскому городскому совету
Территория, административно подчинённая Севастопольскому городскому совету (укр. територія, що адміністративно підпорядкована Севастопольській міській раді; также Севастопольский регион или Большой Севастополь), определяется как город со специальным статусом и является одним из 27 регионов Украины на юго-западе Крымского полуострова — согласно Конституции Украины в качестве города общегосударственного значения (наряду с Киевом). Для обозначения данного региона Украины часто также используется название Севастопольский городской совет (укр. Севастопольська міська рада), которое является наименованием органа местного самоуправления этого региона. Фактически не существует с 2014 года.
В соответствии с законодательством Украины Севастополь разделён на 4 административных района. В состав двух из них (Гагаринского и Ленинского) входят только городские кварталы Севастополя, а двум другим (Балаклавскому и Нахимовскому) подчинены также окружающие один город (Инкерман), 28 сёл, один посёлок (укр. селище) и более 30 поселений без статуса населённого пункта (аграрного типа или спецпоселений).
Органом местного самоуправления является Севастопольский городской совет. В ходе аннексии Крыма Российской Федерацией на основе действовавшего к тому времени созыва городского совета был образован российский представительный орган — Законодательное собрание города Севастополя как субъекта России.
С 18 марта 2014 года регион контролируется Россией, согласно федеративному устройству которой город является одним из субъектов Российской Федерации и носит официальное название «город федерального значения Севастополь». Аннексия Севастополя Россией не признаётся Украиной и большинством стран — членов ООН.
17 июля 2020 года Верховная рада Украины приняла постановление о новой сети районов в стране, которым предполагалось вывести территорию Севастопольского городского совета, кроме городской застройки самого Севастополя и Балаклавы (в частности, Инкерманский городской, Качинский поселковый и Андреевский, Верхнесадовский, Орлиновский и Терновский сельские советы, подчинённые Севастопольскому горсовету), и включить её в состав Бахчисарайского района Автономной Республики Крым, однако это решение не вступало в силу до «возвращения Крыма под общую юрисдикцию Украины». 9 сентября 2023 года, несмотря на отсутствие контроля над полуостровом, вступили в силу поправки, которые ввели в действие данное постановление в отношении Крыма.

## Общая характеристика

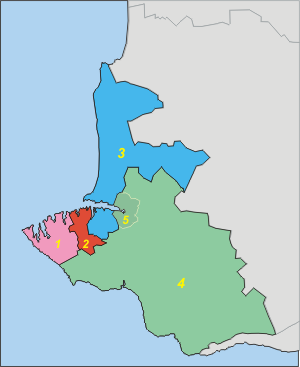
1 — Гагаринский район
2 — Ленинский район
3 — Нахимовский район
4 — Балаклавский район
5 — город Инкерман (в составе Балаклавского района)

Площадь севастопольского региона до изменений 2023 года, согласно статистическому справочнику Верховной рады Украины, составляла 1079,6 км² (в состав этой площади входило 216 км² морских бухт, являющихся территориальными водами, а также 863,6 км² суши).
На этой территории было расположено 3 городских (города Севастополь и Инкерман, посёлок городского типа Кача) и 29 сельских населённых пунктов (28 сёл и 1 посёлок).
Территория, подчинённая севастопольскому городскому совету, делилась на 4 района: Ленинский район (2) занимал центральное положение на южной стороне Севастопольской бухты; Гагаринский район (1) занимал западную оконечность Гераклейского полуострова; Нахимовский (3) был расположен восточнее Ленинского (2) и занимал часть Южной и всю Северную сторону Севастополя; Балаклавский — самый обширный — занимал восточную часть территории, подчинённой городскому совету. Численность населения территории, подчинённой городскому совету, — 381 977 человек (текущий учёт, сентябрь 2012 года).

## Административное деление (до 2023)
- Гагаринский район (западная часть города)
- Ленинский район (центральная часть города)
- Нахимовский район (восточная часть города, Северная сторона и территории к северу от реки Бельбек)
  - Качинский поселковый совет
    - пгт Кача
    - Вишнёвое (Эски-Эли)
    - Орловка (Мамашай)
    - Осипенко
    - Полюшко

  - Андреевский сельский совет
    - Андреевка (Аклеиз)
    - Солнечный

  - Верхнесадовский сельский совет
    - Верхнесадовое (Дуванкой)
    - Дальнее (Камышлы)
    - Камышлы
    - Пироговка (Аджикой)
    - Поворотное
    - Фронтовое (Отаркой)
    - Фруктовое (Бельбек)
- Балаклавский район
  - Балаклава (официально не имеет статуса отдельного города)
  - Инкерманский городской совет
    - г. Инкерман

  - Орлиновский сельский совет
    - Орлиное (Байдар)
    - Гончарное (Варнаутка)
    - Кизиловое
    - Колхозное (Узунджи)
    - Новобобровское (Бага)
    - Озёрное
    - Павловка (Сахтик)
    - Передовое (Уркуста)
    - Подгорное (Календо)
    - Резервное (Кючюк-Мускомия)
    - Родниковское (Скеле)
    - Россошанка (Саватка)
    - Тыловое (Хайто)
    - Широкое (Бююк-Мускомия)

  - Терновский сельский совет
    - Терновка (Шулю)
    - Родное (Уппа)

## Население
Население на 1 марта 2014 года
|                                 | наличное население, чел. | в том числе город- ское насе- ление, чел. | постоянное население, чел. | в том числе город- ское насе- ление, чел. | площадь суши, км2 |
| ------------------------------- | ------------------------ | ----------------------------------------- | -------------------------- | ----------------------------------------- | ----------------- |
| Балаклавский район              | 45135                    | 34627                                     | 44977                      | 34470                                     | 544,9             |
| в том числе: город Инкерман     | 12031                    | 12031                                     | 11850                      | 11850                                     |                   |
| и кварталы Севастополя          | 22596                    | 22596                                     | 22620                      | 22620                                     |                   |
| сельские нп                     | 10508                    | 0                                         | 10507                      | 0                                         |                   |
| Гагаринский район               | 124439                   | 124439                                    | 123875                     | 123875                                    | 61,1              |
| Ленинский район                 | 111214                   | 111214                                    | 110176                     | 110176                                    | 26,0              |
| Нахимовский район               | 105380                   | 92002                                     | 105177                     | 91732                                     | 231,5             |
| в том числе: пгт Кача           | 5127                     | 5127                                      | 5124                       | 5124                                      |                   |
| и кварталы Севастополя          | 86875                    | 86785                                     | 86608                      | 86518                                     |                   |
| сельские нп                     | 13378                    | 0                                         | 13445                      | 0                                         |                   |
| город Севастополь               | 345124                   | 345124                                    | 343279                     | 343279                                    |                   |
| Севастопольский городской совет | 386168                   | 362282                                    | 384205                     | 360253                                    | 863,5             |